# Biosphere
Biosphere (n. 30 mai 1962, Comuna Tromsø, Troms, Norvegia) este cel mai cunoscut nume al muzicianului norvegian Geir Jenssen (n. 30 mai 1962), ce a lansat un catalog remarcabil de muzică electronică ambient. El este foarte bine cunoscut pentru stilurile sale de "ambient techno" și "arctic ambient", folosirea loop-urilor muzicale și sample-uri specifice din surse sci-fi. Albumul său Substrata, lansat în 1997, a fost votat de către utilizatorii paginii web Hyperreal în anul 2001 drept cel mai bun album clasic ambient al tuturor timpurilor.

## Discografie

### Discografie solo
Albume ca E-man
- Likvider (1984)

Albume ca Bleep
- The North Pole by Submarine (1990)

Albume ca Biosphere
- Microgravity (1991)
- Patashnik (1994)
- Substrata (1997)
- Cirque (2000)
- Substrata² (2-CD reeditarea Substrata, 2001)
- Shenzhou (2002)
- Autour de la Lune (2004)
- Dropsonde (2006)
- Wireless: Live at the Arnolfini, Bristol (2009)
- N-Plants (2011)
- L'incoronazione di Poppea (2012)
- Patashnik 2 (2014)

Coloane sonore și sunete
- Eternal Stars (1993 coloana sonora a filmmului)
- Man with a Movie Camera (1996 coloana sonora a festivalului, 2001 lansat in Substrata²)
- Insomnia (1997 coloana sonora a versiunii Norvegiene originale  a filmului Insomnia)
- Cho Oyu 8201m – Field Recordings from Tibet (ca Geir Jenssen, 2006)
- Nokas (2010 film soundtrack, ca Geir Jenssen)
- Stromboli - inregistrari de teren de pe marginea craterului Stromboli - 2013 12" single lansat la Touch Music

### Discografia colaborărilor
de obicei "Geir Jenssen" in loc de "Biosphere":
- White-Out Conditions (1987, in Bel Canto)
- Birds of Passage (1989, in Bel Canto)
- Fires of Ork (1993, with Pete Namlook)
- Polar Sequences (1996, live, cu Higher Intelligence Agency)
- Nordheim Transformed (1998, cu Deathprod, remixing Arne Nordheim)
- Biosystems: The Biosphere Remixes (1999, colectie a altor 8 trupe)
- Birmingham Frequencies (2000, live, cu Higher Intelligence Agency)
- Fires of Ork II (2000, cu Pete Namlook)

## Întelesurile titlurilor de albume
Toate titlurile albumelor lui Biosphere fac referire la mediile de aer reci sau gheață, și explorările acestora:
- The Biosphere 2 project intended to explore the possible use of an artificial biosphere (a closed ecosystem) for space colonization. The Russian Biosphere 3 too. Both were detached, self-sufficient environments, like a space ship or a submarine.
- The North Pole explored by a submarine, which may be lost like a ship in space.
- Microgravity is the imperfect state of weightlessness in a space ship.
- The word "patashnik" is allegedly Russian cosmonaut slang for "a traveler" or "a goner", a cosmonaut who didn't return from a space mission because his security cable disengaged and he was lost in space.[3]
- Substrata is, among others, a glaciology term (always plural) for the nature of a glacier's bed. .
- A cirque is an amphitheatre-like valley formed by glacial erosion. It also refers to the death of Chris McCandless, a sort of "patashnik" who explored self-sufficient survival in a cirque in Alaska and lost himself.
- Shenzhou refers to the Chinese Shenzhou spacecraft.
- Autour de la Lune (1870, French for Around the Moon) was Jules Verne's followup to From the Earth to the Moon and dealt with the launching and actual space travel to and around the moon.[4]
- A dropsonde is a device designed to be dropped at altitude to collect data as the device falls to the ground – in this context, it's a sonde sent through space to another planet, it's another "patashnik" explorator intended to be lost.
- N-Plants is probably a shortcut of "Nuclear Plants", also, the CD booklet of the album includes writing in Japanese that has this meaning.

## Legături externe
Generale
- Biosphere.no – Pagina oficiala Biosphere, include: News – Biography – Discography – MP3uri Arhivat în 25 februarie 2006, la Wayback Machine.
- Biosphere pe MySpace
- "De la Terre à la Lune" (Iulie 2003) O buna retrospectiva a Biosphere (la MIC Norway)
- "Biosphere: Ground Level" Arhivat în 29 aprilie 2006, la Wayback Machine. (Iulie 2004) Un interviu cuprinzator cu Geir Jenssen (la The Milk Factory)

Discografii
- Discografia Biosphere (include piese lone tracks) pe Beatservice Records
- BDiscografia Biosphere (cu comentarii critice) pe AMG
- Discografia Biosphere (cu comentariile utilizatorilor) pe Discogs

Versuri, citate, sample-uri
- O versiune imbunatatita a "Biosphere Samples list v1.0 by Igor Boronenkov"[nefuncțională – arhivă]
 (arhiva Usenet)
- Surse de sample-uri vocale din muzicalui Biosphere Arhivat în 29 martie 2015, la Wayback Machine. pe S107
- Sample-uri si citatet in albumele FAX Arhivat în 23 mai 2012, la Wayback Machine. – include Fires of Ork